# Siphoneugena reitzii
Siphoneugena reitzii är en myrtenväxtart som beskrevs av Carlos Maria Diego Enrique Legrand. Siphoneugena reitzii ingår i släktet Siphoneugena och familjen myrtenväxter. Inga underarter finns listade i Catalogue of Life.